# Harry and the Potters (band)

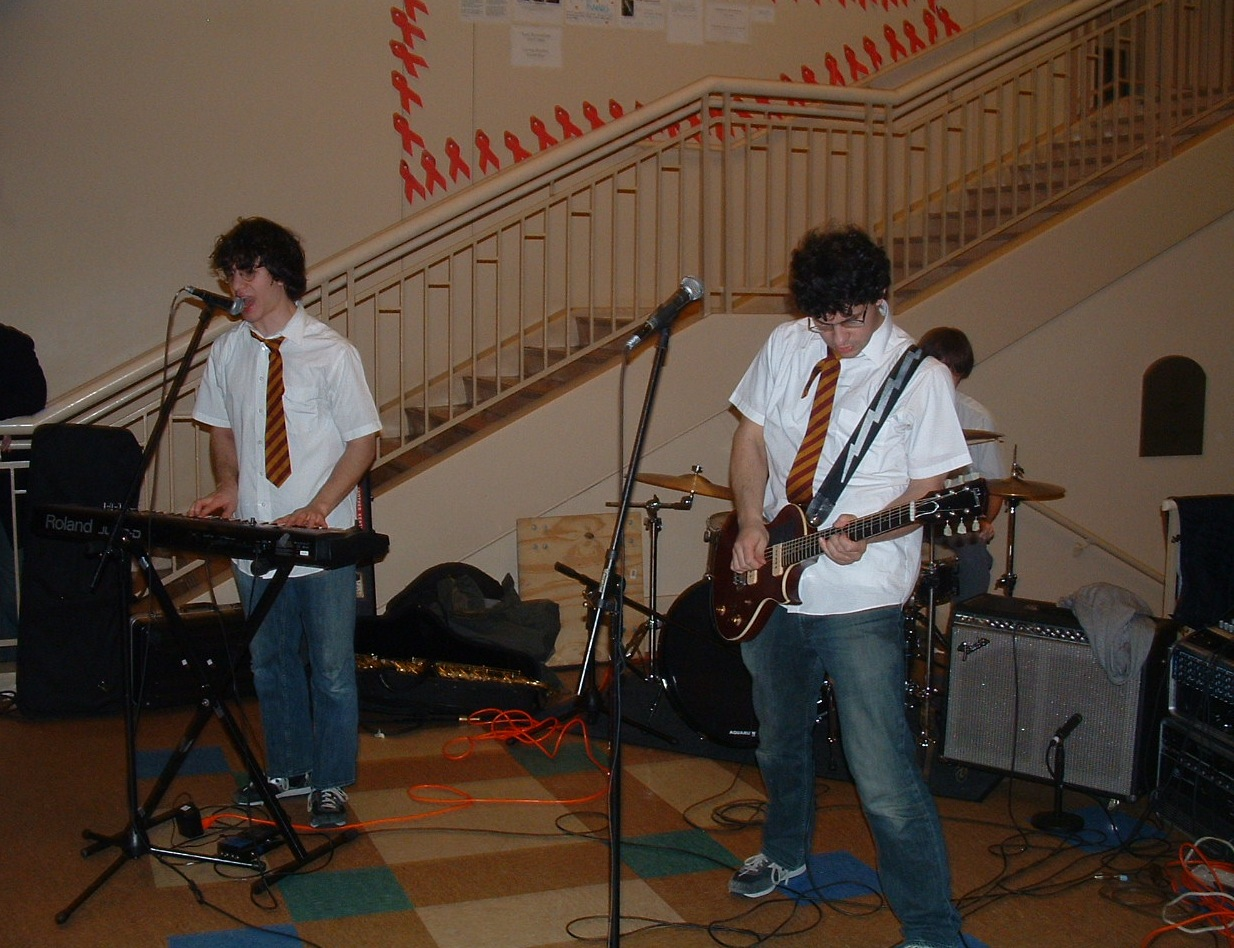
Harry and the Potters

Harry and the Potters is een indie/rock-band met punkinvloeden uit Boston en vormt een parodie op de boeken uit de Harry Potterserie van J.K. Rowling.

## Bandleden
- Paul DeGeorge - Zang, Gitaar
- Joe DeGeorge - Keyboard, Bass, Ondersteunende zang

## Geschiedenis
Harry and the Potters ontstond  de zomer van 2002, toen keyboard-speler Joe DeGeorge een concert had georganiseerd, maar alle ingehuurde bands afzegden. Samen met broer Paul DeGeorge schreef hij in het uur daarna zeven nummers, die alle waren geïnspireerd op Harry Potter, en speelden zij die nummers zelf op het geplande concert, voor een publiek van zes personen.
Omdat dit hun wel lag besloten ze onmiddellijk om hiermee door te gaan, en noemde hun band "Harry and the Potters".
Nog geen jaar later kwam hun debuutalbum al uit.
Sinds toen speelt de band overal in de Verenigde Staten. In februari 2005 gingen ze ook op tournee in Groot-Brittannië, alwaar zij eveneens veel succes hadden. Tegenwoordig spelen ze in nog meer landen, waaronder ook Nederland en België.

## Discografie

### Albums
- Harry and the Potters (juli 2003)
- Voldemort Can't Stop the Rock (juni 2004)
- Harry and the Potters and the Power of Love (juni 2006)
- A Magical Christmas of Magic